# Suite de Lucas
En mathématiques, les suites de Lucas U(P, Q) et V(P, Q) associées à deux entiers P et Q sont deux suites récurrentes linéaires d'ordre 2 à valeurs entières qui généralisent respectivement la suite de Fibonacci et celle de Fibonacci-Lucas, correspondant aux valeurs P = 1 et Q = –1. 
Elles doivent leur nom au mathématicien français Édouard Lucas.

## Définition par récurrence
Soient P et Q deux entiers non nuls tels que
{\displaystyle \Delta =P^{2}-4Q\neq 0}
(pour éviter les cas dégénérés).
Les suites de Lucas U(P, Q) et V(P, Q) sont définies par les relations de récurrence linéaire
{\displaystyle U_{0}(P,Q)=0,\quad U_{1}(P,Q)=1,\quad U_{n}(P,Q)=P.U_{n-1}(P,Q)-Q.U_{n-2}(P,Q){\mbox{  pour }}n\geqslant 2}
et
{\displaystyle V_{0}(P,Q)=2,\quad V_{1}(P,Q)=P,\quad V_{n}(P,Q)=P.V_{n-1}(P,Q)-Q.V_{n-2}(P,Q){\mbox{  pour }}n\geqslant 2.}

## Terme général
Notons {\displaystyle \delta } l'une des deux racines carrées de Δ (éventuellement dans ℂ).
Puisque Δ ≠ 0, le polynôme caractéristique associé à la récurrence  X2 – PX + Q possède deux racines distinctes
{\displaystyle a={\frac {P+\delta }{2}}\quad {\rm {et}}\quad b={\frac {P-\delta }{2}}.}
Alors U(P, Q) et V(P, Q) peuvent aussi être définies en fonction de a et b par l'analogue suivant de la formule de Binet :
{\displaystyle U_{n}(P,Q)={\frac {a^{n}-b^{n}}{a-b}}={\frac {a^{n}-b^{n}}{\delta }}\quad {\rm {et}}\quad V_{n}(P,Q)=a^{n}+b^{n},}
dont on peut tirer les relations
{\displaystyle a^{n}={\frac {V_{n}+U_{n}\delta }{2}}\quad {\rm {et}}\quad b^{n}={\frac {V_{n}-U_{n}\delta }{2}}.}

## Autres relations
Les nombres dans les suites de Lucas satisfont à de nombreuses relations, qui généralisent celles entre les nombres de Fibonacci et les nombres de Lucas. Par exemple :

{\displaystyle (*)\quad U_{n}U_{m+r}-U_{r}U_{m+n}=Q^{r}U_{n-r}U_{m}}
{\displaystyle (**)\quad U_{m+n}=}, {\displaystyle U_{n}U_{m+1}-QU_{n-1}U_{m}={U_{n}V_{m}+U_{m}V_{n} \over 2}} et
{\displaystyle V_{m+n}=V_{m}V_{n}-Q^{m}V_{n-m}={\Delta U_{m}U_{n}+V_{m}V_{n} \over 2},}
en particulier
{\displaystyle U_{n+1}={PU_{n}+V_{n} \over 2}=V_{n}+QU_{n-1},\qquad V_{n+1}={\Delta U_{n}+PV_{n} \over 2}=\Delta U_{n}+QV_{n-1}}
et
{\displaystyle U_{2n}=U_{n}V_{n},\qquad V_{2n}=V_{n}^{2}-2Q^{n}.}

## Divisibilité
De la deuxième identité ci-dessus, (**) Um+n = UnUm+1 – QUn–1Um, on déduit immédiatement (par récurrence sur k) que Unk est toujours un multiple de Un : on dit que la suite U(P, Q) est à divisibilité faible.
Pour qu'elle soit même à divisibilité forte, c'est-à-dire que pgcd(Ui, Uj) soit non seulement divisible par Upgcd(i, j) mais égal (au signe près), il faut et il suffit que P et Q soient premiers entre eux,.

## Cas particuliers
{\displaystyle U(1,-1)} est la suite de Fibonacci et {\displaystyle V(1,-1)} la suite de Fibonacci-Lucas.
{\displaystyle U(2,-1)} est la suite de Pell et {\displaystyle V(2,-1)} la suite de Pell-Lucas.
Plus généralement, {\displaystyle U_{n}(P,-1)} et {\displaystyle V_{n}(P,-1)} sont les valeurs en P du n-ième polynôme de Fibonacci et du n-ième polynôme de Lucas.
{\displaystyle U(a+b,ab)=\left({\frac {a^{n}-b^{n}}{a-b}}\right)} donne comme cas particulier {\displaystyle U(3,2)=(2^{n}-1)} qui est la suite des nombres de Mersenne et plus généralement, {\displaystyle U(b+1,b)} qui est la suite des répunits en base b.
{\displaystyle U(1,-2)} est la suite de Jacobstahl et  {\displaystyle V(1,-2)} la suite de Jacobsthal-Lucas.
{\displaystyle U(1,1)=\left({\frac {2\sin {\frac {n\pi }{3}}}{\sqrt {3}}}\right)=(0,1,1,0,-1,-1,0,...)}, {\displaystyle V(1,1)=\left(2\cos {\frac {n\pi }{3}}\right)=(2,1,-1,-2,-1,1,2,...)}.
{\displaystyle S_{k}:=V_{2^{k}}({\sqrt {2}},-1)} (k ≥ 1) est la suite qui intervient dans le test de primalité de Lucas-Lehmer pour les nombres de Mersenne : S1 = V2 = 4 et Sk+1 = Sk2 – 2.